# Acianthera rostellata
Acianthera rostellata  es una especie de orquídea epifita que se encuentra en  Brasil en la Mata Atlántica. Anteriormente subordinada al género Pleurothallis.

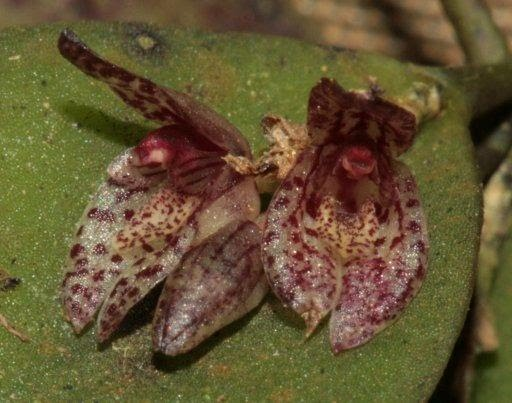
Detalle de las flores

## Taxonomía
Acianthera rostellata fue descrita por (Barb.Rodr.) Luer y publicado en Monographs in systematic botany from the Missouri Botanical Garden 95: 254. 2004.
Etimología
Acianthera: nombre genérico que es una referencia a la posición de las anteras de algunas de sus especies.
rostellata: epíteto
Sinonimia
- Acianthera enianthera Chiron & Xim.Bols., Richardiana 10: 215 (2010)
- Pleurothallis rostellata Barb.Rodr.	[4][5]